# Partido Humanista (Italia)
El Partido Humanista (Partito Umanista, PU) es un pequeño partido político italiano. Su secretario general ha sido por muchos años Giorgio Schultze, actual portavoz del Movimiento Humanista en Europa. Fundado en 1985, el partido pertenece a la Internacional Humanista. Nunca ha obtenido representación en la Cámara de Diputados ni en el Senado, las dos cámaras del Parlamento de Italia.
El partido no participó en las elecciones generales de 2008, pero algunos activistas humanistas se presentaron como independientes en las listas de La Izquierda - El Arcoíris y Por el Bien Común, ambas coaliciones de izquierda. En las elecciones europeas de 2009, Schultze se presentó como candidato en la Italia de los Valores en la Circunscripción Noroeste. Esta elección fue criticada por quienes mencionaron la política de Italia de los Valores de ley y orden acerca de la inmigración. Los 4.193 votos que consiguió no bastaron para obtener el escaño en Estrasburgo.